# Les amis de Sully
Les amis de Sully est le titre distinctif d'une loge maçonnique située à Brest, en France, et affiliée au Grand Orient de France. Elle est créée le 26 mai 1783.

## Historique

### De la création à la Révolution française
La loge « les Élus de Sully » est fondée le 26 mai 1783 à Brest, alors que la ville compte déjà depuis 1745 une autre loge, « l'Heureuse Rencontre » qui regroupe une partie des notables de la cité. Malgré des protestations venant de cette dernière loge, la nouvelle venue est reconnue en juin 1785 par le Grand Orient de France. Elle se développe pour compter en 1780 81 frères, presque autant que « l'Heureuse Rencontre » (83 frères). À cette date, aucun de ses membres n'a encore participé à la gestion de la ville en participant au conseil municipal, le recrutement étant encore concentré sur la sphère militaire. 
Les membres de la loge commencent à s'engager en politique au moment de la Révolution Française et plusieurs de ses membres intègrent des commissions de gestion de la ville. L'organisation de la milice municipale formée en réaction aux événements parisiens est par exemple confiée à Jean-Nicolas Trouille, un des membres de la loge. Julien Le Jemble intègre lui le conseil municipal ; la loge y est cependant bien moins active car elle n'y compte qu'un membre, contre onze pour « l'Heureuse Rencontre ». Au moment de la création de « Société des amis de la Constitution » en 1790 à Brest, certains de ses membres l'intègrent, ce qui fait baisser le nombre de ses membres.
Comme les autres loges brestoises, elle est mise en sommeil en 1793 au moment de la Terreur. Son vénérable Jean-Nicolas Trouille est arrêté en janvier 1794 en raison de ses opinions girondines avec d'autres membres  comme Belval, Malmanche ou Brichet. Sa maison qui servait par ailleurs de temple maçonnique est mise sous scellés. Certains de ses membres comme Henri Hervé, Gabriel Le Grand, Jacques Demeuré, Pierre Froidevaux et Jean-Laurent Lacoveille tentent cependant de poursuivre leurs activités en renommant la loge en « La Montagne » en avril 1794, mais la demande est refusée par la municipalité au motif qu'« il ne doit plus exister de société secrète dans la République ». L'interdiction est levée sous le Directoire, et la municipalité ré-autorise les activités de la loge à partir de novembre 1796. Ses membres restent pour l'ensemble à l'écart des activités de la cité, et seuls trois d'entre eux font partie du conseil municipal en 1795 et 1820.

## Fonctionnement
Une partie de ses frères étant historiquement militaires, un accord est passé avec des loges d'autres ports militaires français (« La réunion » à Toulon, « Nature et philanthropie » à Lorient, « La solidarité Jean-Goubert » à Cherbourg, et « L'accord parfait » à Rochefort) pour que tout membre de l'une d'elles puisse être affilié à toute en fonction de ses affectations professionnelles.

## Membres
La loge a compté comme membre des députés comme Jean-Nicolas Trouille, Claude Blad et Émile Goude[réf. nécessaire].

## Sources